# Čapkovy povídky
Čapkovy povídky je československý povídkový film natočený podle pěti povídek Karla Čapka ze sbírek Povídky z první kapsy a Povídky z druhé kapsy režisérem Martinem Fričem v roce 1947.

## Tvůrci
- Námět: Karel Čapek – povídky Propuštěný, Poslední soud a Ukradený spis ze sbírky Povídky z jedné kapsy a Balada o Juraji Čupovi a Případ s dítětem ze sbírky Povídky z druhé kapsy
- Režie: Martin Frič
- Scénář: František Vlček, Martin Frič, Jaroslav Žák
- Hudba: František Škvor
- Kamera: Jan Roth
- Výprava: Štěpán Kopecký
- Výroba: Československá filmová společnost
- Další údaje: černobílý, 106 min., Melodrama

## Citáty
| „              | To je divný. Kdo by kradl dítě? Takový mrně nemá žádnou cenu a většinou se to prodat nedá. | “ |
| — Muž na ulici |                                                                                            |   |

## Obsazení
| Paľo Bielik          | strážmistr Havelka               |
| František Filipovský | Pištora, policejní agent         |
| Jaroslav Marvan      | Bartošek, komisař                |
| Theodor Pištěk       | Karel Hampl                      |
| František Kovářík    | Juraj Čup                        |
| Antonie Nedošinská   | Máry                             |
| Jaroslav Průcha      | Antonín Záruba, propuštěný vezeň |
| Lola Skrbková        | Maryna Matejová                  |
| František Smolík     | Stařec, boží svědek              |
| Vladimír Šmeral      | Ferdinand Kugler                 |
| Emil Bolek           | strážník                         |
| Felix le Breux       | advokát                          |
| Gustav Hilmar        | předseda nebeského senátu        |
| Terezie Brzková      | starostová                       |
| Vladimír Řepa        | ředitel věznice                  |
| Jan W. Speerger      | četník ve vlaku                  |
| Vladimír Hlavatý     | Hochmann, četník                 |
| Jára Kohout          | živnostník Josef                 |
| Eduard Dubský        | milenec Kuglerovy dívky          |
| Světla Svozilová     | Hamplová                         |
| Jaroslav Vojta       | Radko                            |
| Milada Smolíková     | Sobotková, Bartoškova hospodyně  |
| Antonín Kandert      | přísedící soudu v nebi           |
| Blanka Waleská       | Kuglerova dívka                  |
| František Roland     | policista                        |
| Franta Sauer         | opilec v krčmě                   |
| Darja Hajská         | Josefova žena                    |
| Ella Nollová         | prodavačka v níťařství           |
| Bohuš Hradil         | Vitásek                          |
| Helena Bušová        | žena s dítětem                   |
| Stanislav Remunda    | muž v davu demonstrantů          |
| Alois Dvorský        | stařík v kupé                    |
| Viktor Očásek        | okradený stařec                  |
| Arnold Flögl         | starosta                         |
| Ladislav Sedláček    | podplukovník Vrzal               |
| Jiřina Stránská      | Lencová                          |
| Ladislav Kulhánek    | státní zástupce                  |
| Marie Kautská        | žena s kočárkem                  |
| Marie Ježková        | žena na ulici                    |

## Děj
Jednotlivé příběhy/povídky na sebe plynule navazují, spojnicí mezi nimi je komisař Bartošek. Některé se staly přímo jemu, jiné lidem, se kterými se potkal.

### Propuštěný
Píše se rok 1934, vězeň Antonín Záruba, původní profesí zedník, odsouzený na doživotí za zabití své ženy ze žárlivosti, je předvolán k řediteli pankrácké trestnice v Praze. Za 12,5 let ve vězení si již odvykl mluvit, stěží artikuluje. Ředitel mu sdělí, že je podmínečně propuštěn.
Vydají mu jeho věci zabalené do balíku, a protože se chce jet podívat domů, řeknou mu, aby šel na Denisovo nádraží. Když stojí před vraty trestnice, je překvapen venkovním světem. Tolik lidí, žen a vozů v ulicích. Chce se zeptat na cestu, ale než se vysloví, lidé buď myslí, že žebrá, nebo si jej přestanou v tom shonu všímat.
Kolem se valí dav lidí, Záruba myslí, že asi spěchají na vlak, tak se připojí. Dav začne zpívat, Záruba se snaží zpívat s nimi, protože má radost, že pojede domů. Náhle se objeví strážníci a policie na koních, začnou dav rozhánět. Vytáhnou z davu Zárubu, ten ztratí balík, brání se.
Komisař Bartošek se na oddělení chystá na dovolenou, těší se na práci na zahrádce. Uděluje ještě poslední úkoly. Ve dveřích se objeví dva strážníci se Zárubou a hlásí, že ten muž vedl demonstraci. Bartošek se jej snaží vyzpovídat, moc se mu to nezdá. Nechá jej zatím dát na separaci a zavolá na Pankrác.
Soudní senát na Pankráci má zrovna přestávku, když přijde ředitel a hlásí, že dnes propustil podmíněně vězně Zárubu. Předseda i členové senátu si na ten případ a na Zárubu vzpomínají, že to byl jinak docela hodný a řádný člověk. Najednou zazvoní telefon a volají z komisařství, že zatkli Zárubu, ten že se přiznal, že se pral s policisty. Členové senátu jsou překvapení. Říkají, že by nechtěli Zárubu znovu soudit, protože by musel odsedět zbytek trestu doživotí. Přemýšlejí, zdali by strážníci nemohli říci, že Zárubu s určitostí nepoznávají nebo zda by čin nemohl být označen za provedený ve stavu pominutí smyslů.
Mezitím hlásí komisaři Bartoškovi četník, že se propuštěný Záruba v cele oběsil.

### Případ s dítětem
Komisař Bartošek je již ve dveřích své kanceláře, že konečně může jít na dovolenou. Náhle se objeví plačící žena, paní Landová. Říká, že jí na ulici ukradli dítě, když vešla do krámu, tříměsíční dceru Růženku. Komisař dá za úkol Hochmannovi a Pištorovi aby po dítěti pátrali. Matku pošlou zatím domů.
Bartošek se vydá za Landovou domů, aby si náhodou taky něco neudělala. Řekne jí, že kočárek už našli někde v průjezdu. Chce po ní popis nebo fotografii dcery. Ta říká, že fotografii nemá, protože děti do jednoho roku se nemají fotografovat, prý potom nerostou. Popis také nedá pořádný, popíše ji jen, že je hezká a milá, jak matky popisují své novorozeně. Komisař tedy odejde s prázdnou, jen Landové musí slíbit, že udělá vše pro nalezení Růženky.
Bartošek požádá Hochmanna, aby jeho manželka přinesla ukázat jejich dítě, Máničku, aby viděl, jak vypadá kojenec. Pak se Bartošek sám vydá do parku a obhlíží všechna nemluvňata v kočárcích, až je to matkám podezřelé. Ptá se jich, jak každá pozná své dítě, když jsou všechna stejná, jako sázená vejce. Bartošek zjistí, že neví, jak se hledají ukradené děti.
Strážník přivede ženu, je to zase paní Landová, že prý chtěla na ulici nějaké ženě vzít kojence, tak jí strážník sebral. Landová tvrdí, že to byla její Růženka. Strážník ale říká, že to byl kluk jedné paní z Budečské ulice.
Landová se rozhodne nabídnout 5.000 Kč za nalezení Růženky. Policie odměnu vypíše. Sejde se však hromada nemluvňat, ale žádná z nich není ta pravá Růženka.
Bartošek jde domů a jeho hospodyně paní Sobotková mu hlásí, že jejich fena Baryna má štěňata. A jak je na ně pyšná a chlubí se s nimi. Sobotková říká, že to dělá každá máma a ať Bartošek zkusí nějaké mámě pochválit její dítě.
Strážníci se vydají zpět do ulic, nakukují do kočárků a chválí matkám děti. Některé ženy si myslí, že je to nějaké nové nařízení.
Hochmann potká v parku ženu, ta však své dítě v kočárku začne hned schovávat. Hochmann jí sebere a přivede na komisařství. Žena, paní Lencová, říká, že své dítě zalehla a šla to hlásit na faru. Cestou u krámu viděla stát kočárek s holčičkou. Napadlo jí, když bude mít jiné dítě, tak jí pan Hájek bude dál platit alimenty. Hochmann ji odvede na třináctku k sepsání protokolu. To se již objeví Landová a vrhne se k Růžence a začne ji chovat. Nutí i komisaře Bartoška, aby si ji pochoval.

### Balada o Juraji Čupovi
Komisař Bartošek je konečně ve vlaku a jede na dovolenou. Ve vlaku vypráví své nejnovější příběhy z praxe, případ o Zárubovi a o ukradeném dítěti. Ve vlaku jede také slovenský strážmistr Havelka. Rozpovídá se, jak sloužil 10 let v Malinkoviciach. Asi 30 km od nich je malá obec Voľová Lehota. Říká, že tam žijí zvláštní lidé. A začne vyprávět příběh, který se tam jednou v zimě stal.
Před chalupou starosty najdou ležící ženu. Starosta ji nechá uložit v jizbě a řekne synovi Mišovi, ať svolá gazdy. Sejdou se u něj a on jim sdělí, že zabili Marynu Matejovú. Má podřezané hrdlo, umírá, mluvit nemůže. Chtějí ještě, aby vydala svědectví, kdo ji zabil. Ptají se jmenovitě na jednotlivé přítomné muže, Maryna nereaguje na žádné jméno. Až když přijde její bratr Juraj Čup, Maryna zvedne hlavu a pak zemře. Juraj Čup se přizná k vraždě a říká, že mu to přikázal Hospodin. Že mu prý řekl: „Zabij Marynu, posednutou zlým duchem“.
Starosta pošle Juraje Čupa do města, aby se vydal četníkům. Ten jde ve sněhové bouři a hlubokém sněhu, občas padá vysílením, ale nakonec dojde. Všichni jsou v krčmě, pijou a hrají jim cikáni. Strážmistr Havelka je již značně opilý, zpívá cikánské písně, nechá Čupa na mraze před krčmou stát dalších šest hodin. Pak jej vyslechne a ptá se také, jak se tam dostal z Voľovej Lehoty v tom nečase. On říká, že jej Bůh chránil, aby došel.
Havelka odvede Čupa na strážnici, sám se omyje sněhem, aby vystřízlivěl a zavolá četníka Kroupu, že půjdou do Voľovej Lehoty. Když to Čup zvládl bez lyží, tak že oni to také zvládnou. Vezmou lyže a jedou celý den, od rána až do večera. Ženy se zrovna modlí u těla Maryny. Starosta potvrdí četníkům, že to byl Juraj Čup, kdo zabil svoji sestru Marynu.
Čup je nakonec obviněn z loupežné vraždy.

### Ukradený spis
Když Havelka dokončí vyprávění, Bartošek řekne, že to ani jinak nejde, na zemi se musí soudit podle lidského řádu. Dodá: „Ale když se někdy pomýlíme, Pánbůh tam nahoře, u té nejvyšší inštance, ten rozsudek opraví“.
Jedna žena ve vlaku (Máry) se ptá komisaře Bartoška na jeho kolegu Pištoru. Máry říká, že jej zná a začne vyprávět další příběh. Jednou když sloužila u plukovníka Hampla, tak k nim Pištora přišel. Tu noc něco harašilo ve spíži. Hampl zjistil, že se mu odtamtud ztratila plechovka se spisem.
Hampl zavolal na voj. policii, ať někoho pošlou a také podplukovníka Vrzala ze zpravodajského oddělení. Spis dostal Hampl od šéfa generálního štábu, aby tu věc doma zpravoval. Přes noc jej měl schovaný v piksle od makaronů ve spíži. Vrzal plukovníka vyzpovídá, kde dával spis do plechovky a kdo bydlí v protější vile, ze které je vidět k Hamplovi do pokoje. Ten řekl, že tam bydlí nějaký cizinec. Vrzal také zjistil, že okénko ve spíži bylo vypáčeno dlátem. Vrzal nařídil plukovníkovi, aby bez rozkazu nevycházel z domu a dům ať hlídají dva vojáci od vojenské policie.
Někdo zvoní u Hamplů. Plukovník čeká, že jej jdou zatknout. Je to však agent Pištora z policejního komisařství. Že prý služka říkala u pekaře, že jim vykradli špajz, tak se přišel podívat. Pištora, když zjistí, že okénko je vypáčené dlátem, tak říká, že to udělal buď Pepek nebo Andrlík.
Hampl se rozčiluje, jak je policie neschopná, že nehledala ani otisky, ani stopy. Manželka ho uklidňuje, ať se spolehne na zpravodajské oddělení. Hampl volá hned Vrzala, ale ten nemá zatím žádné zprávy. Hampl nabízí 10 tis. Kčs za dopadení zloděje. Manželka mu říká, že by snad pět tisíc stačilo, ale on odvětí, že jde o celou jeho kariéru. Hampl usne a zdá se mu, jak Vrzal za pomoci ozbrojených vojáků hledá zloděje jeho spisu.
Služka hlásí, že se vrátil Pištora. Ten říká, že to byl skutečně Andrlík, že jej už mají na komisařství. Andrlík ale řekl, že v piksle nebyly makarony, ale nějaké lejstro. A to má Pištora v kapse. Hampl má obrovskou radost, zavolá manželku, ať jim naleje griotku. Hampl se ptá, jak se to Pištorovi tak rychle povedlo vyšetřit. Ten říká, že to nebylo složité, že ti gauneři nejsou žádná inteligence, každý má jen jeden kousek a ten dělá, než ho zase chytnou. A vyjmenuje zloděje, kteří se specializují na špajzy, taky řekne, kdo dělá půdy, kdo mosazné kliky a měděné dráty nebo pivní trubky. Špionáž, že ale on nešetří.
Když Pištora odchází, dá mu Hampl za jeho službu padesát korun. Pak ale řekne manželce, že by tomu trumberovi možná bývalo dvacet korun stačilo.

### Poslední soud
Když Máry příběh dopovídá, Bartošek řekne, že ti prachatí lidé jsou všichni stejní, když jim teče do bot, tak slibují modré z nebe a volají Pána Boha. Ale jak jim otrne…
Ve vagoně sedící stařík na to řekne: „ On se s tím každý jednou shledá. Pán Bůh všechno vidí a všechno si pamatuje“.
Do vagonu vstoupí dva četníci a kontrolují osobní průkazy. Bartoškovi prozradí, že hledají vraha Kuglera. Když chtějí doklady od muže, který spí zabalený v kabátě, ten vyskočí, vytáhne pistoli a začne střílet. Trefí náhodou Bartoška a pak vyskočí z vlaku. Četníci jej na svahu střelbou zastaví, je mrtev.
Děj se přenese k poslednímu senátu – nebeské porotě. Ta soudí Ferdinanda Kuglera, narozeného 13. listopadu 1899, bez zaměstnání. Kugler necítí žádnou vinu. Soudce povolá svědka, Boha Všemohoucího. Ten vypovídá, že Kugler, syn továrního úředníka byl již od malička zkažené dítě. Měl rád maminku, ale styděl se to dát najevo. Byl proto vzpupný a neposlušný. Kradl růže pro berních Irmu, které bylo sedm let, tatínka kousl do palce, když jej za to chtěl potrestat. Bůh řekne, co se pak s Irmou stalo, že se vdala, vzala si syna továrníka, ale zemřela při prvním dítěti. Bůh se ptá Kuglera, zda pamatuje na Rudu Vendase, ten že utekl z domova a dal se k námořníkům. Oni dva, že byli nejhorší kluci v celém městě. Kugler kradl již jako desetiletý a stále lhal. Kugler se ptal Boha, co se stalo s Mařkou. Ta že se docela spustila, ve čtrnácti se prodávala, ve dvaceti zemřela. V poslední hodince prý na Kuglera vzpomněla. Kugler se ve čtrnácti opíjel, a utíkal z domova. Jeho otec se utrápil žalem, matka si vyplakala oči. Jeho sestra Martička nenašla ženicha, který by přišel do domu zlodějova a žije v chudobě o samotě. Kugler se ptá, co teď Martička dělá. Bůh se podívá a vidí ji v krámě u Vlčků, jak kupuje nitě. Ptá se Kuglera, zda na ten krám pamatuje, že si tam přece koupil skleněnou duhovou kuličku, když mu bylo 6 let. A hned první den ji ztratil.
Předseda poroty chce již přejít k věci. Kuglerovy dobré skutky od Boha slyšet nechce. Bůh říká, že Kugler zabil šest lidí. Prvního ve rvačce o ženu, dalšího zastřelil. Byl odsouzen k trestu smrti provazem, ale při převozu uprchl. Při útěku zastřelil muže, kterého předtím okradl, pak i četníka. Pak se vloupal do domu, dva lidi zastřelil a našel jen 16 korun, zatímco měli schováno dvacet tisíc. Kuglera zajímá, kde ty peníze byly. Prý ve slamníku, říká Bůh.
Bůh říká, že Kugler vraždil ze zloby a z chtivosti peněz. Dodává však, že Kugler byl ale štědrý a někdy lidem pomáhal. Měl rád zvířata a držel slovo.
Když se soud odebere k poradě, Kugler se ptá Boha, kdo je ta porota. Ten říká, že to jsou lidé jako on. Na světě byli soudci a tak soudí i jeho. Kugler říká, že soud zapomněl říct, že zastřelil i toho člověka ve vlaku. Bůh však opáčí, že komisař Bartošek je živý, že mu jenom Kugler zkazil dovolenou.
Kugler se ptá Boha, proč nesoudí on sám. Ten vysvětlí, že on všechno ví. Kdyby soudci všechno věděli, také by soudit nemohli. Jen by všemu rozuměli, až by je z toho srdce bolelo. Soudci vědí jen o zločinech. Bůh ví všechno, proto nemůže soudit. Kugler se ptá, proč ti lidé soudí i na nebi. Bůh odpoví, že člověk patří k člověku. Proto je Bůh jen jako svědek. O trestu rozhodují lidé i na nebi. Lidé si nezasluhují jiné spravedlnosti, než lidské, říká Bůh.
Když už se senát vrací, Kugler má na Boha ještě jednu otázku. Chce vědět, kam že se mu tenkrát ta ztracená kulička zakutálela. Ten řekne, že do odtoku pod okapem. A podívá se, že tam stále leží, už třicet let. Nechá Kuglera nahlédnout – na Zemi prší a kulička se otřásá v chladné, zurčící vodě...